# Рјоне Форке (Авелино)
Рјоне Форке је насеље у Италији у округу Авелино, региону Кампанија.
Према процени из 2011. у насељу је живело 97 становника. Насеље се налази на надморској висини од 791 м.